# Drosera platypoda
Drosera platypoda este o specie de plante carnivore din genul Drosera, familia Droseraceae, ordinul Caryophyllales, descrisă de Porphir Kiril Nicolai Stepanowitsch Turczaninow.
Este endemică în:
- Ashmore-Cartier Is..
- Western Australia.

Conform Catalogue of Life specia Drosera platypoda nu are subspecii cunoscute.

## Galerie

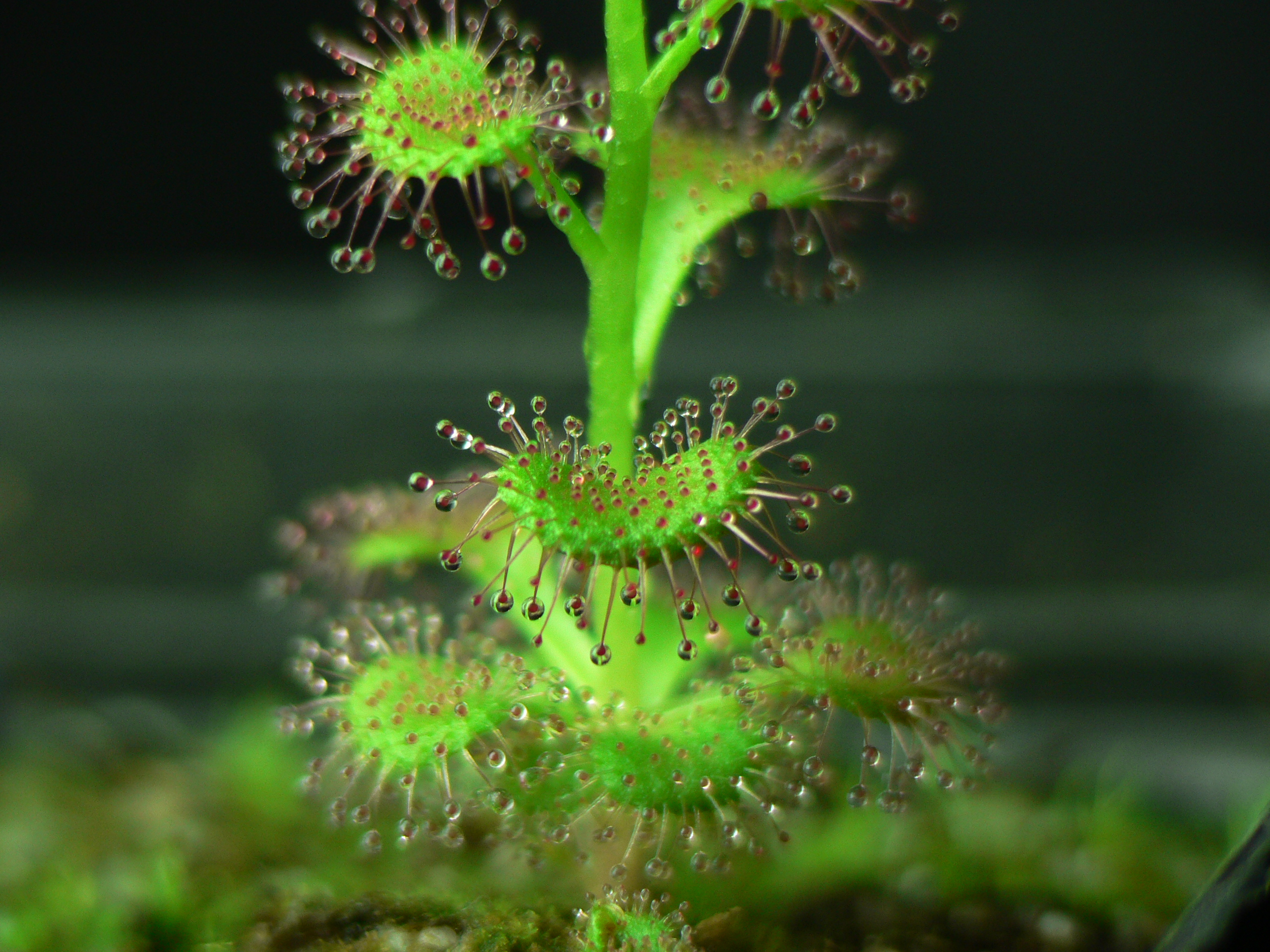
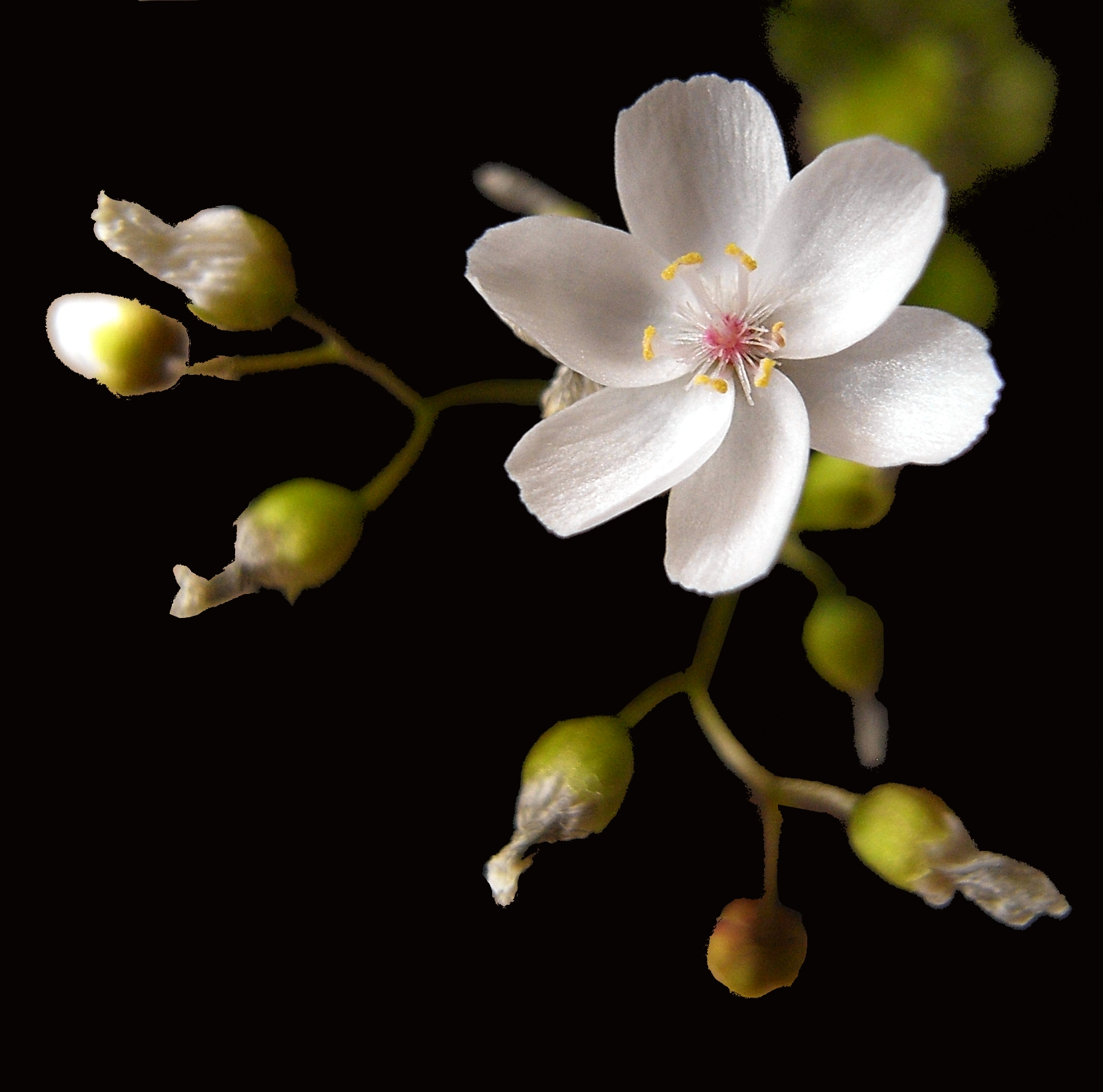